# Manosa

Formas de manosa en cadena de serie D y L, dibujadas mediante proyecciones Fischer.

La manosa es un azúcar simple  o monosacárido que se encuentra formando parte de algunos polisacáridos de las plantas (como el manano, el glucomanano, etc.), y en algunas glucoproteínas animales.
Desde el punto de vista químico es una aldosa, es decir su grupo químico funcional es un aldehído (CHO) ubicado en el carbono 1, o carbono anomérico. Por otra parte, al igual que la glucosa, pertenece al grupo de las hexosas, que son monosacáridos (glúcidos simples) formados por una cadena de seis átomos de carbono. Su fórmula molecular  es igual a la de la glucosa: C6H12O6,y su fórmula empírica es CH2O aunque difiere de ésta por ser un epímero de la glucosa en el Carbono número 2, es decir, que el grupo de alcohol de este carbono está dirigido hacia la izquierda (en la fórmula lineal, en la forma cíclica se encuentra dirigida hacia arriba). la manosa es una piranosa ya que teóricamente puede derivarse del anillo de seis lados formado por 5 átomos de carbono y 1 de oxígeno, llamado pirano. Por ello en su forma cíclica se denominará manopiranosa, existiendo la forma β si el -OH unido al carbono anomérico esta hacia arriba, y la forma α si el -OH unido al carbono anomérico está hacia abajo. De igual forma existe la forma D y la forma L, siendo la primera la más abundante de forma natural.
Su principal función es producir energía. Un gramo de cualquier hexosa produce unas 4 kilocalorías de energía.